# Blastobotrys robertii
Blastobotrys robertii är en svampart som beskrevs av Middelhoven & Kurtzman 2007. Blastobotrys robertii ingår i släktet Blastobotrys och familjen Trichomonascaceae.   Inga underarter finns listade i Catalogue of Life.